# Světové skautské jamboree
Světové skautské jamboree (anglicky World Scout Jamboree, WSJ) je celosvětový sraz skautů a skautek, který organizuje světová skautská organizace (WOSM) pro své členské organizace. Akce se koná jednou za čtyři roky a účastní se ho zpravidla asi 40 tisíc skautek a skautů z celého světa, účastníci jsou ve věku 14–18 let. Světová skautská jamboree jsou olympiádou a výstavou EXPO dohromady.
Hlavním smyslem jamboree je poznávání lidí různých národností, kultur, jazyků a náboženství. Jedná se o příležitost, jak poznat spoustu nových přátel, zdokonalit se v angličtině či jiném jazyce a také poznat skauting z globálního hlediska. Skauti a skautky se na světovém skautském jamboree také vzdělávají a to zajímavou formou – např. ve věcech globálních problémů (odpad, diskriminace, lidská práva) nebo si zkoušejí různé pokusy a zajímavosti. Zároveň prezentují svou zemi – čeští skauti se prezentují kromě tradičních jídel, řemesel a tanců také podsadovými stany, které vymysleli na začátku 20. století právě čeští skauti.
Název „jamboree“ vymyslel lord Robert Baden-Powell, zakladatel světového skautského hnutí. Údajně je to složenina ze svahilského přátelského pozdravu jambo a slova corroboree, pocházejícího z domorodých australských jazyků, které znamená „slavnostní setkání“. Možných etymologií slova je ale více – dle různých názorů pochází z hindštiny, svahilštiny nebo z jazyků původních obyvatel Severní Ameriky.[zdroj?]

## Historie
První světové skautské jamboree proběhlo roku 1920 ve Velké Británii. Od té doby proběhlo celkem 24 celosvětových jamboree v různých zemích světa. Jamboree se až na výjimky koná každé čtyři roky – změna byla v roce 1929, kdy se oslavilo jednadvacáté výročí od založení skautingu, jamboree se taktéž nekonala v době 2. světové války, v roce 1957 se uskutečnilo jamboree po dvou letech od toho posledního jako oslava padesátých narozenin skautingu, v roce 1979 pak bylo jamboree kvůli státnímu převratu v Íránu úplně odvoláno. Až na několik výjimek se jamboree vždy koná během července a srpna. V případě konání jamboree na jižní polokouli, se jamboree konalo na přelomu prosince a ledna. 
Zatím poslední světové skautské jamboree se konalo v roce 2023 v Jižní Koreji. Už od počátku ho provázela velká vedra, několik kontingentů včetně britského a amerického proto kvůli tomu opustili tábořiště. Korejská vláda 7. srpna rozhodla o předčasném ukončení jamboree v Saemangeum a o evakuaci účastníků do Soulu, vlnu veder měla vystřídat tropická bouře. Program jamboree pokračoval v hlavním městě v Soulu, účastníci byli ubytováni na různých místech po celém městě a to včetně vojenských základen či univerzit. Závěrečný ceremoniál se uskutečnil na Seoul World Cup Stadium, kde se uskutečnilo Mistrovství světa ve fotbale v roce 2002.
Další světové jamboree se bude konat v roce 2027 v Polsku poblíž města Gdaňsk. Jamboree se tak po 16 letech vrátí do Evropy.

### Světové skautské jamboree v Česku
Československo stálo ve dvacátých letech minulého století o organizování světového jamboree – usilovalo o získání pořadatelství jamboree v roce 1928. To však bylo o rok přesunuto kvůli souběhu s olympijskými hrami a jamboree se uskutečnilo v létě roku 1929 ve Velké Británii jako osobní pocta zakladateli skautingu Robertu Baden-Powellovi. Československu bylo slíbeno pořadatelství jamboree v roce 1933, v roce 1931 se proto uskutečnila velká generální zkouška pod názvem Tábory slovanských skautů, v Praze tábořilo 15 tisíc skautů z téměř celé Evropy. Světové jamboree se však v Praze nakonec nekonalo, protože Československo nezískalo včas potřebnou státní záruku, jamboree se uskutečnilo v Maďarsku.
Mezi roky 2017 a 2023 se mluvilo o pořádání světového skautského jamboree na území České republiky znova. S nápadem přišla skautská iniciativa Svojsíkův sen, která chtěla světové jamboree pořádat v roce 2031 v bývalém vojenském prostoru Ralsko. Byla vytvořena rozsáhlá studie proveditelnosti, která se zabývala tím, co by pořadatelství mohlo Junáku a České republice přinést. Vedení Junáka - českého skauta ale nápad pořádání jamboree odmítlo.

## Seznam světových skautských jamboree
| Rok     | Název akce                | Místo konání       | Místo konání                                 | Datum                     | Motto                               | Počet účastníků | Počet zemí | O pořadatelství usilovali                           | Zdroje                                    |
| ------- | ------------------------- | ------------------ | -------------------------------------------- | ------------------------- | ----------------------------------- | --------------- | ---------- | --------------------------------------------------- | ----------------------------------------- |
| 1920    | 1st World Scout Jamboree  | Spojené království | Olympia (Londýn)                             | 30. 7. – 8. 8. 1920       |                                     | 8 000           | 34         | —                                                   |                                           |
| 1924    | 2nd World Scout Jamboree  | Dánsko             | Ermelunden                                   | 18.–28. 8. 1924           |                                     | 4 549           | 32         | USA                                                 |                                           |
| 1929    | 3rd World Scout Jamboree  | Spojené království | Arrowe Park, Birkenhead                      | 31. 7. – 13. 8. 1929      | Coming of Age                       | 30 000          | 69         | Československo, Nizozemsko, Maďarsko                |                                           |
| 1933    | 4th World Scout Jamboree  | Maďarsko           | Gödöllő                                      | 2. – 16. 8. 1933          |                                     | 25 792          | 33         | Československo, Nizozemsko, USA, Austrálie          |                                           |
| 1937    | 5th World Scout Jamboree  | Nizozemsko         | Bloemendaal                                  | 31. 7. – 8. 8. 1937       |                                     | 28 750          | 54         | neexistují důkazy o jiných kandidátských zemích     | [ 18 ]                                    |
| 1941    | 6th World Scout Jamboree  | Francie            | Moisson                                      |                           |                                     |                 |            | neexistují důkazy o jiných kandidátských zemích     |                                           |
| 1947    | 6th World Scout Jamboree  | Francie            | Moisson                                      | 9. – 20. 8. 1947          | Jamboree of Peace                   | 24 152          | 71         | —                                                   |                                           |
| 1951    | 7th World Scout Jamboree  | Rakousko           | Bad Ischl                                    | 31. 7. – 8. 8. 1951       | Jamboree of Simplicity              | 12 884          | 61         | Dánsko                                              |                                           |
| 1955    | 8th World Scout Jamboree  | Kanada             | Niagara-on-the-Lake                          | 18.–28. 8. 1955           | New Horizons                        | 11 139          | 71         | Sýrie                                               | [ 19 ]                                    |
| 1957    | 9th World Scout Jamboree  | Spojené království | Sutton Park                                  | 1.–12. 8. 1957            | 50th Anniversary of Scouting        | 31 426          | 82         | —                                                   |                                           |
| 1959    | 10th World Scout Jamboree | Filipíny           | Makiling, Los Baños, Laguna                  | 17. – 27. 7. 1959         | Building Tomorrow Today             | 12 203          | 44         | neexistují důkazy o jiných kandidátských zemích     |                                           |
| 1963    | 11th World Scout Jamboree | Řecko              | Marathón                                     | 1. – 11. 8. 1963          | Higher and Wider                    | 11 398          | 89         | neexistují důkazy o jiných kandidátských zemích     | [ 20 ] [ 21 ] [ 22 ]                      |
| 1967    | 12th World Scout Jamboree | USA                | Farragut State Park, Idaho                   | 1. – 10. 8. 1967          | For Friendship                      | 12 011          | 105        | ---                                                 |                                           |
| 1971    | 13th World Scout Jamboree | Japonsko           | Asagiri, Fudžinomija, Šizuoka                | 2. – 10. 8. 1971          | For Understaning                    | 23 758          | 87         | neexistují důkazy o jiných kandidátských zemích     |                                           |
| 1975    | 14th World Scout Jamboree | Norsko             | Lillehammer                                  | 29. 7. – 7. 8. 1975       | Five Fingers, One Hand              | 17 259          | 91         | neexistují důkazy o jiných kandidátských zemích     |                                           |
| 1979    | 15th World Scout Jamboree | Írán               | Nishapur                                     | 15.–23. 7. 1979           |                                     |                 |            | —                                                   |                                           |
| 1983    | 15th World Scout Jamboree | Kanada             | Kananaskis County, Alberta                   | 5.–15. 7. 1983            | The Spirit Lives On                 | 14 752          | 106        | neexistují důkazy o jiných kandidátských zemích     |                                           |
| 1987–88 | 16th World Scout Jamboree | Austrálie          | Cataract Scout Park, Sydney                  | 30. 12. 1987 – 7. 1. 1988 | Bringing the World Together         | 14 434          | 84         | neexistují důkazy o jiných kandidátských zemích     |                                           |
| 1991    | 17th World Scout Jamboree | Jižní Korea        | Sŏraksan, Kangwon                            | 8. – 16. 8. 1991          | Many Lands, One World               | 19 083          | 135        | Brazílie, Nizozemsko, Indonésie                     |                                           |
| 1995    | 18th World Scout Jamboree | Nizozemsko         | Dronten, Oostelijk Flevoland                 | 1.–11. 8. 1995            | Future is Now                       | 28 960          | 166        | Brazílie, Itálie                                    |                                           |
| 1998–99 | 19th World Scout Jamboree | Chile              | Picarquin, Rancagua                          | 27. 12. 1998 – 6. 1. 1999 | Building Peace Together             | 31 534          | 157        | neexistují důkazy o jiných kandidátských zemích     |                                           |
| 2002–03 | 20th World Scout Jamboree | Thajsko            | Sattahip                                     | 28. 12. 2002 – 8. 1. 2003 | Share Our World, Share Our Cultures | 24 000          | 147        | neexistují důkazy o jiných kandidátských zemích     |                                           |
| 2007    | 21st World Scout Jamboree | Spojené království | Hylands Park, Chelmsford                     | 27. 7. – 8. 8. 2007       | One World, One Promise              | 37 868          | 155        | —                                                   |                                           |
| 2011    | 22nd World Scout Jamboree | Švédsko            | Kristianstadt, Rinkaby                       | 27. 7. – 7. 8. 2011       | Simply Scouting                     | 40 061          | 146        | Japonsko, Austrálie, Singapur                       | [ 23 ]                                    |
| 2015    | 23rd World Scout Jamboree | Japonsko           | Jamaguči, Kirarahama                         | 28. 7. – 8. 8. 2015       | A Spirit of Unity                   | 33 628          | 155        | Singapur                                            | [ 24 ] [ 25 ]                             |
| 2019    | 24th World Scout Jamboree | USA                | The Summit Bechtel Reserve, Západní Virginie | 22. 7. – 2. 8. 2019       | Unlock a New World                  | 45 000          | 152        | —                                                   | [ 26 ] [ 27 ] [ 28 ] [ 29 ] [ 30 ]        |
| 2023    | 25th World Scout Jamboree | Jižní Korea        | Saemangeum (Soul)                            | 1.–12. 8. 2023            | Draw Your Dream                     | 42 646          | 151        | Polsko                                              | [ 31 ] [ 32 ] [ 33 ] [ 2 ] [ 34 ]         |
| 2027    | 26th World Scout Jamboree | Polsko             | Gdańsk, Sobieszewo Island                    | 29. 7. – 9. 8. 2027       | Bravely                             |                 |            | —                                                   | [ 35 ] [ 36 ] [ 37 ] [ 38 ] [ 39 ] [ 40 ] |
| 2031    | 27th World Scout Jamboree | Dánsko             | Silkeborg                                    | 28. 7. – 8. 8. 2031       | Amplify your Impact                 |                 |            | Aliance států: Bangladéš, Ekvádor, Egypt, Keňa, USA | [ 41 ] [ 43 ]                             |

### Seznam budoucích světových skautských jamboree a jejich potenciální hostitelské země
| Rok  | Ročník                    | O pořadatelství mluví | Poznámka |
| ---- | ------------------------- | --------------------- | -------- |
| 2035 | 28th World Scout Jamboree |                       |          |

### Společné pořádání světového skautského jamboree (co-host)
| Rok  | Ročník                    | Stát   | Místo konání                                 | Spolupořádající stát            |
| ---- | ------------------------- | ------ | -------------------------------------------- | ------------------------------- |
| 1975 | 14th World Scout Jamboree | Norsko | Lillehammer                                  | Dánsko, Finsko, Island, Švédsko |
| 2019 | 24th World Scout Jamboree | USA    | The Summit Bechtel Reserve, Západní Virginie | Kanada, Mexiko                  |